# Tuolumne
Il Tuolumne è un fiume della California che nasce nella Sierra Nevada a 2999 m s.l.m. dal ghiacciaio Lyell nel Parco nazionale di Yosemite, e dopo un percorso di 240 km sfocia nel fiume San Joaquin, nella California Central Valley, presso Grayson.
Nel suo corso scava una serie di canyon attraverso le pendici della parte occidentale della Sierra. Nella parte iniziale la sua corrente è tumultuosa, ma raggiunta la pianura attraversa un'ampia pianura alluvionale, fertile ed estensivamente coltivata.
Come molti altri fiumi della California centrale, il corso del Tuolumne è interrotto da dighe per l'irrigazione e la generazione di energia idroelettrica.
L'area del Tuolumne è abitata dall'uomo da più di 10 000 anni. Prima dell'arrivo degli europei, i canyon del fiume fornivano un'ampia zona di caccia e una via di commerci per i nativi americani tra la Central Valley a ovest e il Gran Bacino a est. Denominato per la prima volta da un esploratore spagnolo in base al nome di un villaggio vicino di indigeni, fu ampiamente esplorato negli anni 1850 durante la corsa all'oro californiana e la bassa valle fu coltivata da coloni americani nei successivi decenni.
La città di Modesto crebbe sul Tuolumne come crocevia stradale, accogliendo gran parte della popolazione della valle nel cambio del secolo. Man mano che la produzione agricola cresceva, gli agricoltori lungo il fiume crearono i primi due distretti irrigui della California.
Dagli anni 1900 ai 1930, il fiume fu sbarrato dalle dighe a Don Pedro e a Hetch Hetchy per fornire di acqua gli agricoltori della Central Valley e la città di San Francisco, rispettivamente. Il progetto Hetch Hetchy, sito nel Parco nazionale di Yosemite, creò una controversia nazionale e si è detto che abbia rafforzato il moderno movimento ambientalista negli Stati Uniti. Nel corso del XX secolo la domanda di acqua continuò ad aumentare, culminando nel completamento della nuova diga di Don Pedro all'inizio degli anni 1970. Questi progetti dimezzarono la quantità di acqua che fluisce dal Tuolumne nel San Joaquin, riducendo di molto quella che era una volta un'abbondante fauna ittica di salmoni e trote irideee in entrambi i fiumi.
Il Tuolumne conta numerosi affluenti.

## Affluenti
I principali affluenti del Tuolumne e i relativi dati sono elencati nella tabella che segue. L'ordine è quello dalla sorgente alla foce.
| Nome                      | Altezza               | Distanza dalla foce | Lunghezza          | Bacino                | Foce                 | Riva | Immagine |  |
| ------------------------- | --------------------- | ------------------- | ------------------ | --------------------- | -------------------- | ---- | -------- |  |
| Dana Fork Tuolumne River  | 618 m                 | 149 miglia (240 km) | 5 miglia (8 km)    |                       |                      | R    |          |  |
| Lyell Fork Tuolumne River | 8.589 piedi (2.618 m) | 149 miglia (240 km) | 7 miglia (11 km)   |                       |                      | L    |          |  |
| Return Creek              | 6.204 piedi (1.891 m) | 139 miglia (224 km) | 14 miglia (23 km)  |                       |                      | R    |          |  |
| Piute Creek               | 4.344 piedi (1.324 m) | 130 miglia (209 km) | 20 miglia (32 km)  |                       |                      | R    |          |  |
| Rancheria Creek           | 3.796 piedi (1.157 m) | 121 miglia (195 km) | 24 miglia (39 km)  |                       |                      | R    |          |  |
| Falls Creek               | 3.783 piedi (1.153 m) | 119 miglia (192 km) | 23 miglia (37 km)  |                       |                      | R    |          |  |
| Cherry Creek              | 2.162 piedi (659 m)   | 104 miglia (167 km) | 42 miglia (68 km)  | 234 miglia2 (607 km2) | 694 miglia 19.7 m3/s | R    |          |  |
| South Fork Tuolumne River | 1.447 piedi (441 m)   | 96 miglia (155 km)  | 31 miglia (50 km)  | 164 miglia2 (425 km2) | 167 miglia 4.7 m3/s  | L    |          |  |
| Clavey River              | 1.178 piedi (359 m)   | 91 miglia (147 km)  | 42 miglia (68 km)  | 157 miglia2 (407 km2) | 255 miglia 7.2 m3/s  | R    |          |  |
| North Fork Tuolumne River | 853 piedi (260 m)     | 81 miglia (130 km)  | 36 miglia (58 km)  |                       | 54 miglia 1.5 m3/s   | R    |          |  |
| Woods Creek               | 791 piedi (241 m)     | 68 miglia (109 km)  | 28 miglia (45 km)  |                       |                      | R    |          |  |
| Dry Creek                 | 46 piedi (14 m)       | 10 miglia (16 km)   | 63 miglia (101 km) |                       |                      | R    |          |  |